# Lavandula stoechas
La lavanda selvatica o stecade (Lavandula stoechas L., 1753) è una pianta suffruticosa sempreverde della famiglia delle Lamiaceae. Secondo Dioscoride, il nome stecade deriva da Stoichades, nome con cui anticamente erano indicate le Isole di Hyères, isole nelle quali la specie è diffusa.

## Caratteri botanici

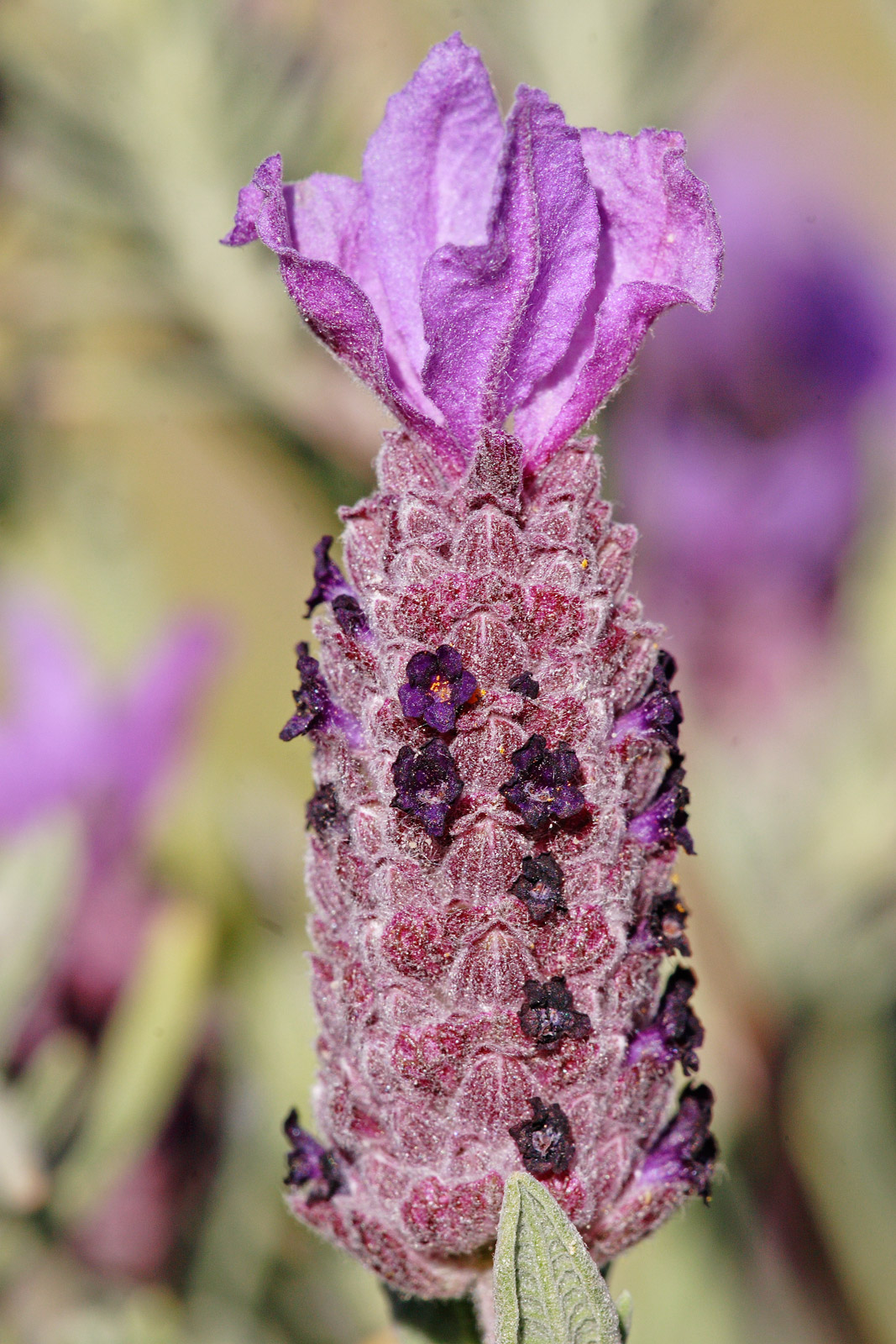
Infiorescenza

La pianta è un frutice alto 40–60 cm, eccezionalmente fino a 120 cm, di colore grigiastro per la fitta tomentosità, con ramificazione non fitta ma densamente fogliosa e portamento eretto. I rami giovani sono tomentosi e tetragoni. La pianta è aromatica.
Le foglie sono persistenti, opposte, lineari o lineari-lanceolate, lunghe 1–3 cm, larghe pochi millimetri, con margine ripiegato e nervatura principale pronunciata, bianco-tomentose su entrambe le pagine. All'ascella delle foglie sono inseriti ciuffi di foglie più piccole.
I fiori sono riuniti in una vistosa e compatta infiorescenza a spiga, ovato-cilindrica e leggermente angolosa, lunga 2–3 cm e sormontata da un gruppo di 2-3 brattee ben sviluppate, di colore viola, blu o purpureo. I fiori hanno un calice tomentoso, lungo circa mezzo millimetro o poco più. La corolla è di colore blu-violaceo lunga circa mezzo centimetro, gamopetala, leggermente bilabiata ma apparentemente regolare, con tubo terminante in 5 lobi quasi uguali e arrotondati. Gli stami sono 4 e sessili.
Il frutto è un achenio trigonale.

## Ciclo fenologico
Nelle zone più calde la pianta entra in vegetazione a fine autunno o in pieno inverno, in quelle più fredde in primavera. L'epoca di fioritura ha inizio, secondo la ripresa vegetativa, da gennaio a maggio e si protrae per alcuni mesi. La pianta è bottinata dalle api.

## Distribuzione
La lavanda selvatica è una pianta strettamente mediterranea, non presente in tutte le regioni del bacino. Si trova in tutte le regioni costiere del Mediterraneo con l'eccezione della Libia, dell'Egitto e del versante adriatico della Penisola italiana.
In Italia è presente in Liguria e in tutte le regioni tirreniche.

## Ecobotanica

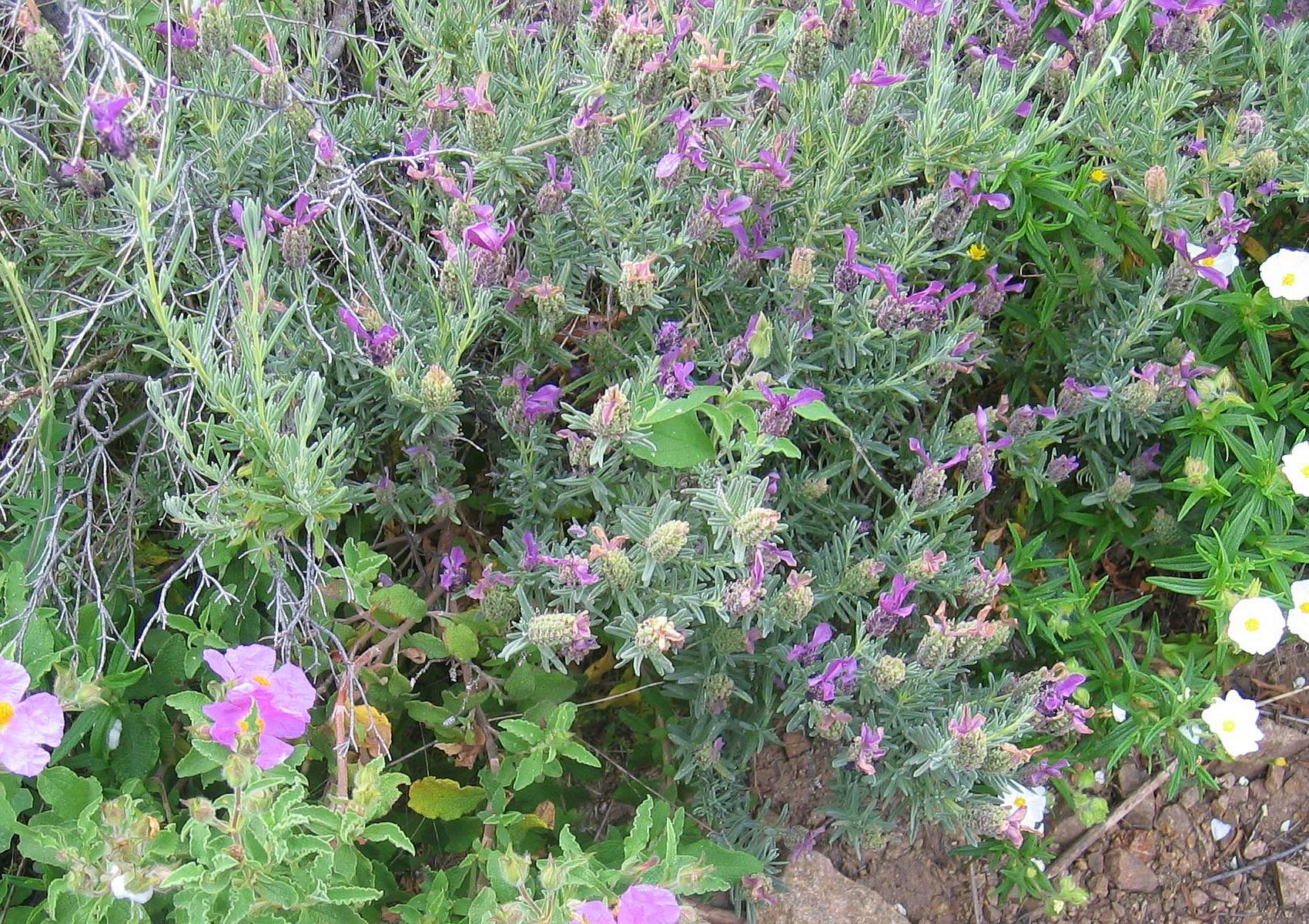
Suggestiva associazione di stecade con cisto femmina (a sinistra) e cisto marino a destra.

La lavanda selvatica è una specie eliofila, termofila e xerofila e vegeta nella zona fitoclimatica del Lauretum, in genere dal livello del mare fino ai 600 metri d'altitudine; sporadicamente può spingersi ad altitudini maggiori fino ai 1000 metri. Tipicamente acidofila, si ritrova più in genere su suoli a matrice silicea a tessitura grossolana, meno frequentemente su quelli calcarei. Tollera gli incendi.
Per le sue esigenze pedoclimatiche rifugge dalla macchia mediterranea fitta, mentre è frequente nelle radure, nelle macchie degradate, spesso in associazione con i cisti. È un componente tipico dell'Oleo-ceratonion, della gariga, dei pascoli cespugliati. Inoltre è frequente nelle facies di transizione fra vegetazione riparia mediterranea e macchia. In zone aride e assolate può formare estese coperture dal colore suggestivo per l'abbondante fioritura.

## Usi
Pur essendo potenzialmente utile, la lavanda selvatica non ha alcun interesse agrario. Gli ambiti d'interesse sono il giardinaggio, l'apicoltura e l'erboristeria. L'olio essenziale può trovare impiego in profumeria, tuttavia l'interesse è marginale.

### Ornamentale
Nel giardinaggio la lavanda selvatica può essere impiegata per la realizzazione di giardini mediterranei in composizioni miste ai quali può conferire una certa spettacolarità per l'abbondante fioritura e l'intensità dei colori delle sue infiorescenze.

### Apicoltura
Nel settore apistico la lavanda selvatica è un'interessante pianta mellifera. Il miele monoflora ottenuto da questa pianta differisce nettamente dal miele di lavanda (Lavandula angustifolia) propriamente detta: ha un gusto più fine ed è poco aromatico. Il miele di lavanda prodotto in Italia è in realtà ottenuto dalla Lavandula stoechas data la scarsa diffusione delle coltivazioni di lavanda officinale. In ogni modo il miele monoflora è poco presente sul mercato ed è prodotto soprattutto in Sardegna e nell'isola d'Elba.

### Medicinale
La lavanda selvatica produce un olio essenziale contenente linalolo, acetato di linalile e cineolo. Al pari di altre lamiacee ha proprietà antisettiche, blandamente espettoranti e antispasmodiche.